# Hare Bay Island
Hare Bay Island is een eiland in de Canadese provincie Newfoundland en Labrador. Het onbewoond eiland meet 15 ha en ligt in de Hare Bay, vlak voor de oostkust van Newfoundland.

## Geografie
Hare Bay Island ligt centraal in de toegang van de Hare Bay, een van de vele zijbaaien van de Bonavista Bay, een van Newfoundlands grootste baaien. Het eiland is 800 meter lang en 300 meter breed en reikt zo'n 35 meter boven de zeespiegel. 
In het zuiden ligt het eiland minder dan 600 meter van het vasteland van Newfoundland verwijderd. In het noorden bedraagt de afstand 750 meter en in het westen 2 km. Het is vanwege zijn hoogte en nabijheid dan ook een zeer prominent zicht vanaf de kust van de aan de Hare Bay gelegen plaatsen Hare Bay en Dover.